# Удачний
Уда́чний — місто в Мирнинському районі Якутії.

## Географія
Місто розташовано на 14 км південніше Північного полярного кола, у вехів'ях річки Марха (притока Вілюя, за 1370 км від Якутська, в 550 км від Мирного (Якутія).